# 死せる孔明生ける仲達を走らす
死せる孔明、生ける仲達を走らす（しせるこうめい いけるちゅうたつをはしらす）は、三国志に由来する故事である。この故事の原文は「死諸葛走生仲達」であるため、正確には「死せる諸葛、生ける仲達を走らす」となるが、前者のほうが有名であるためか辞書にも前者が記載されていることがほとんどである。なお、孔明は諸葛亮の字、仲達は司馬懿の字である。

## 成語の経緯

### 史実
三国時代、敵対していた蜀と魏の戦いの一つである五丈原の戦いの最中に、蜀の丞相である諸葛亮が病没し、蜀軍は撤退した。習鑿歯の『漢晋春秋』によると、魏の大将軍である司馬懿は撤退する蜀軍を追撃しようとしたが、蜀軍が反撃の姿勢を見せたため退却した。その事で蜀の武将の蒋琬が揶揄して「死せる諸葛、生ける仲達を走らす（死諸葛走生仲達）」と言った。ある人がこの話を司馬懿に報告すると、司馬懿は「私は生者のする事は推し測れるが、死者のする事は推し測れない（吾能料生、不能料死）」と答えたという。

### 『三国志演義』では
諸葛亮は五丈原の戦いの最中に過労で衰弱しきっていたため自らの死期を悟り、延命の術を試みる。しかし、儀式の成功間際に魏延が報告のため儀式の祭殿に飛び入ってきてこれを壊してしまったため祈祷に失敗。その後、病没する。星占いにて大きな星が落ちるを見た司馬懿は諸葛亮が死んだと判断し蜀軍に攻め込んだ。しかし、生前に諸葛亮が作らせた彼の木像を見て肝をつぶし撤退した。このことを後に人々が「死せる孔明、生ける仲達を走らす」と言いはやした。後に司馬懿はこのことを「死者が相手ではどうしようもない」と語ったという。

## 現代における使用
既に死んでいた諸葛亮の威光により司馬懿を撤退させたことから、既に亡き人物が生きている人物に大きな影響を与えることの喩えとして用いられることもある。